# 2017年のナショナルリーグチャンピオンシップシリーズ
2017年の野球において、メジャーリーグベースボール（MLB）のポストシーズンは10月3日に開幕した。ナショナルリーグの第48回リーグチャンピオンシップシリーズ（英語: 48th National League Championship Series、以下「リーグ優勝決定戦」と表記）は、14日から19日にかけて計5試合が開催された。その結果、ロサンゼルス・ドジャース（西地区）がシカゴ・カブス（中地区）を4勝1敗で下し、29年ぶり22回目のリーグ優勝および19回目のワールドシリーズ進出を果たした。
両球団がポストシーズンで対戦するのは、前年のリーグ優勝決定戦に次いで2年連続3度目。ドジャースはそのシリーズに敗れたことで、ポストシーズン出場10回連続でワールドシリーズ進出を逃すというMLB記録を打ち立てていたが、今シリーズ制覇でそれに終止符を打った。ワールドシリーズ進出に要した通算ポストシーズン試合数は67で、こちらもMLB記録である。シリーズMVPには、ドジャースからクリス・テイラーとジャスティン・ターナーの2選手が選出された。テイラーは全試合に1番打者として先発出場し打率.316・OPS 1.248を記録、ターナーは第2戦でサヨナラの3点本塁打を放つなど5試合で7打点を挙げた。しかしドジャースは、ワールドシリーズではアメリカンリーグ王者ヒューストン・アストロズに3勝4敗で敗れ、29年ぶり7度目の優勝を逃した。
MLB機構はこの年、史上初めてポストシーズンの全シリーズに冠スポンサーを募った。リーグ優勝決定戦については、キャンピングカー販売業者のキャンピング・ワールドがスポンサー権を獲得しており、大会名はナショナルリーグチャンピオンシップシリーズ presented by キャンピング・ワールド（英語: National League Championship Series presented by Camping World）となる。

## 両チームの2017年
10月9日にまずドジャース（西地区優勝）が、そして12日にはカブス（中地区優勝）が、それぞれ地区シリーズ突破を決めてリーグ優勝決定戦へ駒を進めた。
ドジャースは直近4年連続で90勝以上を挙げて地区優勝しながら、ワールドシリーズ進出は逃し続けていた。オフの動きは新戦力獲得よりもFA選手引き留めが優先され、先発投手リッチ・ヒルや内野手ジャスティン・ターナー、抑え投手ケンリー・ジャンセンらと複数年の再契約を結んだ。2017年は開幕から9勝11敗と足踏みしたものの、新人野手コディ・ベリンジャーがデビューした4月25日以降は好転、コロラド・ロッキーズやアリゾナ・ダイヤモンドバックスを抜いて地区首位に浮上した。彼のデビューから前半戦終了までチームは52勝18敗の高勝率を記録、彼自身もその間に一塁と外野を兼任しながら20本塁打超、チーム最多打点と活躍した。7月31日のトレードでは怪我人続出の先発ローテーションへダルビッシュ有を加え、2位ダイヤモンドバックスとのゲーム差を前半戦終了時の7.5から、8月下旬には最大21.0まで広げる。その後は5連敗→1勝→11連敗と不振に陥ったが、その11連敗を止めた9月12日にポストシーズン出場を決め、最終的には104勝58敗で地区5連覇かつ30球団最高勝率となった。平均得点4.75はリーグ6位、防御率3.38はリーグ最高。ベリンジャーやターナーが打撃で好成績を残したことのほか、複数のユーティリティープレイヤーを擁し選手起用の幅を広げたことも大きかった。地区シリーズではダイヤモンドバックスを3勝0敗で下した。
カブスは2016年、71年ぶりのリーグ制覇を経て108年ぶりのワールドシリーズ優勝を果たした。オフには抑え投手アロルディス・チャップマンや外野手デクスター・ファウラーがFAで他球団へ移籍し、新たな抑え投手としてウェイド・デービスがトレードで加入、その対価として外野手ホルヘ・ソレアが放出された。その結果、投手陣の健康面と外野の戦力低下には不安が残る陣容となった。2017年は前半戦で地区2位タイながら43勝45敗と負け越し、首位ミルウォーキー・ブルワーズからは5.5ゲーム差離される。先発投手陣が防御率を前年より1.7点分悪化させるなど苦しみ、前半戦終了間際には捕手ミゲル・モンテロが同僚を批判して他球団へ放出されるいざこざも起きた。チームはトレード補強へ動き、先発ローテーションにホセ・キンタナを獲得して後半戦に臨む。すると7月23日にはキンタナ先発登板の試合に勝って首位へ浮上、その3日後からは首位に定着して2位ブルワーズとの差を広げていった。後半戦は打線がMLB最多の423得点と調子を上向かせて49勝25敗と大きく勝ち越し、9月27日に地区連覇を決めた。平均得点5.07はリーグ2位、防御率3.95はリーグ4位。クリス・ブライアントら中心選手の安定感と、イアン・ハップのような若手を輩出する選手層の厚さがチームを支えた。地区シリーズではワシントン・ナショナルズを3勝2敗で下した。
リーグ優勝決定戦の第1・2・6・7戦を本拠地で開催できる "ホームフィールド・アドバンテージ" は、地区優勝球団どうしが対戦する場合はレギュラーシーズンの勝率がより高いほうの球団に、地区優勝球団とワイルドカード球団が対戦する場合は地区優勝球団に与えられる。したがって今シリーズでは、ドジャースがアドバンテージを得る。この年のレギュラーシーズンでは両球団は6試合対戦し、ドジャースが4勝2敗と勝ち越していた。

## ロースター
両チームの出場選手登録（ロースター）は以下の通り。
- 名前の横の★はこの年のオールスターゲームに選出された選手を、＃はレギュラーシーズン開幕後に入団した選手を示す。
- 年齢は今シリーズ開幕時点でのもの。

| ロサンゼルス・ドジャース | ロサンゼルス・ドジャース | ロサンゼルス・ドジャース | ロサンゼルス・ドジャース     | ロサンゼルス・ドジャース | ロサンゼルス・ドジャース | ロサンゼルス・ドジャース | シカゴ・カブス | シカゴ・カブス | シカゴ・カブス     | シカゴ・カブス            | シカゴ・カブス | シカゴ・カブス | シカゴ・カブス |
| 守備位置                 | 背番号                   | 出身                     | 選手                         | 投                       | 打                       | 年齢                     | 守備位置       | 背番号         | 出身               | 選手                      | 投             | 打             | 年齢           |
| ------------------------ | ------------------------ | ------------------------ | ---------------------------- | ------------------------ | ------------------------ | ------------------------ | -------------- | -------------- | ------------------ | ------------------------- | -------------- | -------------- | -------------- |
| 投手                     | 54                       | アメリカ合衆国の旗       | トニー・シングラーニ＃       | 左                       | 左                       | 28                       | 投手           | 49             | アメリカ合衆国の旗 | ジェイク・アリエータ      | 右             | 右             | 31             |
| 投手                     | 21                       | 日本の旗                 | ダルビッシュ有★＃            | 右                       | 右                       | 31                       | 投手           | 71             | アメリカ合衆国の旗 | ウェイド・デービス★       | 右             | 右             | 32             |
| 投手                     | 46                       | アメリカ合衆国の旗       | ジョシュ・フィールズ         | 右                       | 右                       | 32                       | 投手           | 32             | アメリカ合衆国の旗 | ブライアン・ダンシング    | 左             | 左             | 34             |
| 投手                     | 44                       | アメリカ合衆国の旗       | リッチ・ヒル                 | 左                       | 左                       | 37                       | 投手           | 6              | アメリカ合衆国の旗 | カール・エドワーズJr.     | 右             | 右             | 26             |
| 投手                     | 74                       | キュラソー島の旗         | ケンリー・ジャンセン★        | 右                       | 両                       | 30                       | 投手           | 28             | アメリカ合衆国の旗 | カイル・ヘンドリックス    | 右             | 右             | 27             |
| 投手                     | 22                       | アメリカ合衆国の旗       | クレイトン・カーショウ★      | 左                       | 左                       | 29                       | 投手           | 41             | アメリカ合衆国の旗 | ジョン・ラッキー          | 右             | 右             | 38             |
| 投手                     | 18                       | 日本の旗                 | 前田健太                     | 右                       | 右                       | 29                       | 投手           | 34             | アメリカ合衆国の旗 | ジョン・レスター          | 左             | 左             | 33             |
| 投手                     | 17                       | アメリカ合衆国の旗       | ブランドン・モロー           | 右                       | 右                       | 33                       | 投手           | 38             | アメリカ合衆国の旗 | マイク・モンゴメリー      | 左             | 左             | 28             |
| 投手                     | 68                       | アメリカ合衆国の旗       | ロス・ストリップリング       | 右                       | 右                       | 27                       | 投手           | 62             | コロンビアの旗     | ホセ・キンタナ＃          | 左             | 右             | 28             |
| 投手                     | 33                       | アメリカ合衆国の旗       | トニー・ワトソン＃           | 左                       | 左                       | 32                       | 投手           | 56             | ベネズエラの旗     | ヘクター・ロンドン        | 右             | 右             | 29             |
| 投手                     | 57                       | アメリカ合衆国の旗       | アレックス・ウッド★          | 左                       | 右                       | 26                       | 投手           | 46             | ドミニカ共和国の旗 | ペドロ・ストロップ        | 右             | 右             | 32             |
| 捕手                     | 15                       | アメリカ合衆国の旗       | オースティン・バーンズ       | 右                       | 右                       | 27                       | 捕手           | 13             | アメリカ合衆国の旗 | アレックス・アビラ＃      | 右             | 左             | 30             |
| 捕手                     | 65                       | アメリカ合衆国の旗       | カイル・ファーマー           | 右                       | 右                       | 27                       | 捕手           | 40             | ベネズエラの旗     | ウィルソン・コントレラス  | 右             | 右             | 25             |
| 捕手                     | 9                        | キューバの旗             | ヤズマニ・グランダル         | 右                       | 両                       | 28                       | 内野手         | 9              | プエルトリコの旗   | ハビアー・バエズ          | 右             | 右             | 24             |
| 内野手                   | 35                       | アメリカ合衆国の旗       | コディ・ベリンジャー★        | 左                       | 左                       | 22                       | 内野手         | 17             | アメリカ合衆国の旗 | クリス・ブライアント      | 右             | 右             | 25             |
| 内野手                   | 37                       | アメリカ合衆国の旗       | チャーリー・カルバーソン     | 右                       | 右                       | 28                       | 内野手         | 8              | アメリカ合衆国の旗 | イアン・ハップ            | 右             | 両             | 23             |
| 内野手                   | 11                       | アメリカ合衆国の旗       | ローガン・フォーサイス       | 右                       | 右                       | 30                       | 内野手         | 2              | アメリカ合衆国の旗 | トミー・ラステラ          | 右             | 左             | 28             |
| 内野手                   | 10                       | アメリカ合衆国の旗       | ジャスティン・ターナー★      | 右                       | 右                       | 32                       | 内野手         | 44             | アメリカ合衆国の旗 | アンソニー・リゾ          | 左             | 左             | 28             |
| 内野手                   | 26                       | アメリカ合衆国の旗       | チェイス・アトリー           | 右                       | 左                       | 38                       | 内野手         | 27             | アメリカ合衆国の旗 | アディソン・ラッセル      | 右             | 右             | 23             |
| 外野手                   | 16                       | アメリカ合衆国の旗       | アンドレ・イーシアー         | 左                       | 左                       | 35                       | 内野手         | 18             | アメリカ合衆国の旗 | ベン・ゾブリスト          | 右             | 両             | 36             |
| 外野手                   | 6                        | アメリカ合衆国の旗       | カーティス・グランダーソン＃ | 右                       | 左                       | 36                       | 外野手         | 5              | アメリカ合衆国の旗 | アルバート・アルモーラJr. | 右             | 右             | 23             |
| 外野手                   | 14                       | プエルトリコの旗         | エンリケ・ヘルナンデス       | 右                       | 右                       | 26                       | 外野手         | 22             | アメリカ合衆国の旗 | ジェイソン・ヘイワード    | 左             | 左             | 28             |
| 外野手                   | 31                       | アメリカ合衆国の旗       | ジョク・ピーダーソン         | 左                       | 左                       | 25                       | 外野手         | 30             | アメリカ合衆国の旗 | ジョン・ジェイ            | 左             | 左             | 32             |
| 外野手                   | 66                       | キューバの旗             | ヤシエル・プイグ             | 右                       | 右                       | 26                       | 外野手         | 24             | キューバの旗       | レオネス・マーティン＃    | 右             | 左             | 29             |
| 外野手                   | 3                        | アメリカ合衆国の旗       | クリス・テイラー             | 右                       | 右                       | 27                       | 外野手         | 12             | アメリカ合衆国の旗 | カイル・シュワーバー      | 右             | 左             | 24             |

ドジャースは地区シリーズのロースターから2選手を入れ替え、内野手コーリー・シーガーと救援投手ペドロ・バエズに代えて内野手チャーリー・カルバーソンと外野手ジョク・ピーダーソンを登録した。シーガーは地区シリーズ全3試合に2番・遊撃として先発出場したが、第3戦の初回表に二塁へスライディングしたとき背中を痛め、その後は練習を休んだり硬膜外麻酔を打ったりして様子を見たものの、回復には至らずロースターを外れた。ドジャースではカルバーソンだけでなく正中堅手クリス・テイラーも遊撃をこなせるため、外野手ピーダーソンのロースター入りによってテイラーが中堅から遊撃へ移る布陣も選択肢となる。バエズは地区シリーズで登板機会がなかった。
カブスは地区シリーズのロースターから救援投手を変更し、左のジャスティン・ウィルソンを外して右のヘクター・ロンドンを加えた。抑え投手のウェイド・デービスを休ませなければならない場合に備え、抑え投手の経験を持つロンドンをロースター入りさせた。ウィルソンは地区シリーズ第4戦、5点ビハインドの9回表一死から登板し、2打者をいずれも打ち取った。ただレギュラーシーズンでは、7月31日にカブスへ移籍してからの2か月、17.2イニングで19四球を与えるなど制球を乱していた。ロンドンとの入れ替え候補はウィルソンとジョン・ラッキーのふたりだったが、先発投手が序盤で降板せざるを得なくなったときのロングリリーフ役としてラッキーが残された。

## 試合結果
2017年のナショナルリーグ優勝決定戦は10月14日に開幕し、途中に移動日を挟んで6日間で5試合が行われた。日程・結果は以下の通り。
| 日付                                                      | 試合  | ビジター球団（先攻）     | スコア | ホーム球団（後攻）       | 開催球場             | 開催球場                                 |
| --------------------------------------------------------- | ----- | ------------------------ | ------ | ------------------------ | -------------------- | ---------------------------------------- |
| 10月14日（土）                                            | 第1戦 | シカゴ・カブス           | 2－5   | ロサンゼルス・ドジャース | ドジャー・スタジアム | ドジャー・スタジアムリグレー・フィールド |
| 10月15日（日）                                            | 第2戦 | シカゴ・カブス           | 1－4x  | ロサンゼルス・ドジャース | ドジャー・スタジアム | ドジャー・スタジアムリグレー・フィールド |
| 10月16日（月）                                            |       | 移動日                   | 移動日 | 移動日                   |                      | ドジャー・スタジアムリグレー・フィールド |
| 10月17日（火）                                            | 第3戦 | ロサンゼルス・ドジャース | 6－1   | シカゴ・カブス           | リグレー・フィールド | ドジャー・スタジアムリグレー・フィールド |
| 10月18日（水）                                            | 第4戦 | ロサンゼルス・ドジャース | 2－3   | シカゴ・カブス           | リグレー・フィールド | ドジャー・スタジアムリグレー・フィールド |
| 10月19日（木）                                            | 第5戦 | ロサンゼルス・ドジャース | 11－1  | シカゴ・カブス           | リグレー・フィールド | ドジャー・スタジアムリグレー・フィールド |
| 優勝：ロサンゼルス・ドジャース（4勝1敗 / 29年ぶり22度目） |       |                          |        |                          |                      | ドジャー・スタジアムリグレー・フィールド |

### 第1戦 10月14日
- ドジャー・スタジアム（カリフォルニア州ロサンゼルス）

|                          | 1 | 2 | 3 | 4 | 5 | 6 | 7 | 8 | 9 | R | H | E |
| ------------------------ | - | - | - | - | - | - | - | - | - | - | - | - |
| シカゴ・カブス           | 0 | 0 | 0 | 2 | 0 | 0 | 0 | 0 | 0 | 2 | 4 | 0 |
| ロサンゼルス・ドジャース | 0 | 0 | 0 | 0 | 2 | 1 | 2 | 0 | X | 5 | 8 | 0 |

1. 勝利：前田健太（1勝）
2. セーブ：ケンリー・ジャンセン（1S）
3. 敗戦：ヘクター・ロンドン（1敗）
4. 本塁打
CHC：アルバート・アルモーラ・ジュニア1号2ラン
LAD：クリス・テイラー1号ソロ、ヤシエル・プイグ1号ソロ
5. 審判
［球審］ランス・バークスデイル
［塁審］一塁: トッド・ティチェナー、二塁: マイク・ウィンタース、三塁: ジム・ウルフ
［外審］左翼: ビル・ウェルキー、右翼: アルフォンソ・マルケス
6. 試合開始時刻: 太平洋夏時間（UTC-7）午後5時9分  試合時間: 3時間24分  観客: 5万4289人  気温: 84°F（28.9°C）
詳細: MLB.com Gameday / ESPN.com / Baseball-Reference.com / Fangraphs

| シカゴ・カブス | シカゴ・カブス | シカゴ・カブス   | シカゴ・カブス | シカゴ・カブス                                                                                                  | ロサンゼルス・ドジャース | ロサンゼルス・ドジャース | ロサンゼルス・ドジャース | ロサンゼルス・ドジャース | ロサンゼルス・ドジャース                                                                                               |
| -------------- | -------------- | ---------------- | -------------- | --- | ------------------------ | ------------------------ | ------------------------ | ------------------------ | --- |
| 打順           | 守備           | 選手             | 打席           | J・キンタナW・コントレラスA・リゾJ・バエズK・ブライ · アントA・ラッセルK・シュワーバーA・アルモーラJr.J・ジェイ | 打順                     | 守備                     | 選手                     | 打席                     | C・カーショウA・バーンズC・ベリン · ジャーL・フォーサイスJ・ターナーC・カルバーソンE・ヘルナンデスC・テイラーY・プイグ |
| 1              | 右             | J・ジェイ        | 左             | J・キンタナW・コントレラスA・リゾJ・バエズK・ブライ · アントA・ラッセルK・シュワーバーA・アルモーラJr.J・ジェイ | 1                        | 中                       | C・テイラー              | 右                       | C・カーショウA・バーンズC・ベリン · ジャーL・フォーサイスJ・ターナーC・カルバーソンE・ヘルナンデスC・テイラーY・プイグ |
| 2              | 三             | K・ブライアント  | 右             | J・キンタナW・コントレラスA・リゾJ・バエズK・ブライ · アントA・ラッセルK・シュワーバーA・アルモーラJr.J・ジェイ | 2                        | 三                       | J・ターナー              | 右                       | C・カーショウA・バーンズC・ベリン · ジャーL・フォーサイスJ・ターナーC・カルバーソンE・ヘルナンデスC・テイラーY・プイグ |
| 3              | 一             | A・リゾ          | 左             | J・キンタナW・コントレラスA・リゾJ・バエズK・ブライ · アントA・ラッセルK・シュワーバーA・アルモーラJr.J・ジェイ | 3                        | 一                       | C・ベリンジャー          | 左                       | C・カーショウA・バーンズC・ベリン · ジャーL・フォーサイスJ・ターナーC・カルバーソンE・ヘルナンデスC・テイラーY・プイグ |
| 4              | 捕             | W・コントレラス  | 右             | J・キンタナW・コントレラスA・リゾJ・バエズK・ブライ · アントA・ラッセルK・シュワーバーA・アルモーラJr.J・ジェイ | 4                        | 左                       | E・ヘルナンデス          | 右                       | C・カーショウA・バーンズC・ベリン · ジャーL・フォーサイスJ・ターナーC・カルバーソンE・ヘルナンデスC・テイラーY・プイグ |
| 5              | 中             | A・アルモーラJr. | 右             | J・キンタナW・コントレラスA・リゾJ・バエズK・ブライ · アントA・ラッセルK・シュワーバーA・アルモーラJr.J・ジェイ | 5                        | 二                       | L・フォーサイス          | 右                       | C・カーショウA・バーンズC・ベリン · ジャーL・フォーサイスJ・ターナーC・カルバーソンE・ヘルナンデスC・テイラーY・プイグ |
| 6              | 遊             | A・ラッセル      | 右             | J・キンタナW・コントレラスA・リゾJ・バエズK・ブライ · アントA・ラッセルK・シュワーバーA・アルモーラJr.J・ジェイ | 6                        | 捕                       | A・バーンズ              | 右                       | C・カーショウA・バーンズC・ベリン · ジャーL・フォーサイスJ・ターナーC・カルバーソンE・ヘルナンデスC・テイラーY・プイグ |
| 7              | 左             | K・シュワーバー  | 左             | J・キンタナW・コントレラスA・リゾJ・バエズK・ブライ · アントA・ラッセルK・シュワーバーA・アルモーラJr.J・ジェイ | 7                        | 右                       | Y・プイグ                | 右                       | C・カーショウA・バーンズC・ベリン · ジャーL・フォーサイスJ・ターナーC・カルバーソンE・ヘルナンデスC・テイラーY・プイグ |
| 8              | 二             | J・バエズ        | 右             | J・キンタナW・コントレラスA・リゾJ・バエズK・ブライ · アントA・ラッセルK・シュワーバーA・アルモーラJr.J・ジェイ | 8                        | 遊                       | C・カルバーソン          | 右                       | C・カーショウA・バーンズC・ベリン · ジャーL・フォーサイスJ・ターナーC・カルバーソンE・ヘルナンデスC・テイラーY・プイグ |
| 9              | 投             | J・キンタナ      | 右             | J・キンタナW・コントレラスA・リゾJ・バエズK・ブライ · アントA・ラッセルK・シュワーバーA・アルモーラJr.J・ジェイ | 9                        | 投                       | C・カーショウ            | 左                       | C・カーショウA・バーンズC・ベリン · ジャーL・フォーサイスJ・ターナーC・カルバーソンE・ヘルナンデスC・テイラーY・プイグ |
| 先発投手       | 先発投手       | 先発投手         | 投球           | J・キンタナW・コントレラスA・リゾJ・バエズK・ブライ · アントA・ラッセルK・シュワーバーA・アルモーラJr.J・ジェイ | 先発投手                 | 先発投手                 | 先発投手                 | 投球                     | C・カーショウA・バーンズC・ベリン · ジャーL・フォーサイスJ・ターナーC・カルバーソンE・ヘルナンデスC・テイラーY・プイグ |
| J・キンタナ    | J・キンタナ    | J・キンタナ      | 左             | J・キンタナW・コントレラスA・リゾJ・バエズK・ブライ · アントA・ラッセルK・シュワーバーA・アルモーラJr.J・ジェイ | C・カーショウ            | C・カーショウ            | C・カーショウ            | 左                       | C・カーショウA・バーンズC・ベリン · ジャーL・フォーサイスJ・ターナーC・カルバーソンE・ヘルナンデスC・テイラーY・プイグ |

### 第2戦 10月15日
- ドジャー・スタジアム（カリフォルニア州ロサンゼルス）

|                          | 1 | 2 | 3 | 4 | 5 | 6 | 7 | 8 | 9  | R | H | E |
| ------------------------ | - | - | - | - | - | - | - | - | -- | - | - | - |
| シカゴ・カブス           | 0 | 0 | 0 | 0 | 1 | 0 | 0 | 0 | 0  | 1 | 3 | 0 |
| ロサンゼルス・ドジャース | 0 | 0 | 0 | 0 | 1 | 0 | 0 | 0 | 3x | 4 | 5 | 0 |

1. 勝利：ケンリー・ジャンセン（1勝1S）
2. 敗戦：ブライアン・ダンシング（1敗）
3. 本塁打
CHC：アディソン・ラッセル1号ソロ
LAD：ジャスティン・ターナー1号3ラン
4. 審判
［球審］トッド・ティチェナー
［塁審］一塁: マイク・ウィンタース、二塁: ジム・ウルフ、三塁: ビル・ウェルキー
［外審］左翼: アルフォンソ・マルケス、右翼: ランス・バークスデイル
5. 試合開始時刻: 太平洋夏時間（UTC-7）午後4時39分  試合時間: 3時間20分  観客: 5万4479人  気温: 92°F（33.3°C）
詳細: MLB.com Gameday / ESPN.com / Baseball-Reference.com / Fangraphs

| シカゴ・カブス | シカゴ・カブス | シカゴ・カブス   | シカゴ・カブス | シカゴ・カブス                                                                                                | ロサンゼルス・ドジャース | ロサンゼルス・ドジャース | ロサンゼルス・ドジャース | ロサンゼルス・ドジャース | ロサンゼルス・ドジャース                                                                                         |
| -------------- | -------------- | ---------------- | -------------- | --- | ------------------------ | ------------------------ | ------------------------ | ------------------------ | --- |
| 打順           | 守備           | 選手             | 打席           | J・レスターW・コントレラスA・リゾJ・バエズK・ブライ · アントA・ラッセルJ・ジェイA・アルモーラJr.J・ヘイワード | 打順                     | 守備                     | 選手                     | 打席                     | R・ヒルA・バーンズC・ベリン · ジャーL・フォーサイスJ・ターナーC・カルバーソンE・ヘルナンデスC・テイラーY・プイグ |
| 1              | 左             | J・ジェイ        | 左             | J・レスターW・コントレラスA・リゾJ・バエズK・ブライ · アントA・ラッセルJ・ジェイA・アルモーラJr.J・ヘイワード | 1                        | 中                       | C・テイラー              | 右                       | R・ヒルA・バーンズC・ベリン · ジャーL・フォーサイスJ・ターナーC・カルバーソンE・ヘルナンデスC・テイラーY・プイグ |
| 2              | 三             | K・ブライアント  | 右             | J・レスターW・コントレラスA・リゾJ・バエズK・ブライ · アントA・ラッセルJ・ジェイA・アルモーラJr.J・ヘイワード | 2                        | 三                       | J・ターナー              | 右                       | R・ヒルA・バーンズC・ベリン · ジャーL・フォーサイスJ・ターナーC・カルバーソンE・ヘルナンデスC・テイラーY・プイグ |
| 3              | 一             | A・リゾ          | 左             | J・レスターW・コントレラスA・リゾJ・バエズK・ブライ · アントA・ラッセルJ・ジェイA・アルモーラJr.J・ヘイワード | 3                        | 一                       | C・ベリンジャー          | 左                       | R・ヒルA・バーンズC・ベリン · ジャーL・フォーサイスJ・ターナーC・カルバーソンE・ヘルナンデスC・テイラーY・プイグ |
| 4              | 捕             | W・コントレラス  | 右             | J・レスターW・コントレラスA・リゾJ・バエズK・ブライ · アントA・ラッセルJ・ジェイA・アルモーラJr.J・ヘイワード | 4                        | 左                       | E・ヘルナンデス          | 右                       | R・ヒルA・バーンズC・ベリン · ジャーL・フォーサイスJ・ターナーC・カルバーソンE・ヘルナンデスC・テイラーY・プイグ |
| 5              | 中             | A・アルモーラJr. | 右             | J・レスターW・コントレラスA・リゾJ・バエズK・ブライ · アントA・ラッセルJ・ジェイA・アルモーラJr.J・ヘイワード | 5                        | 二                       | L・フォーサイス          | 右                       | R・ヒルA・バーンズC・ベリン · ジャーL・フォーサイスJ・ターナーC・カルバーソンE・ヘルナンデスC・テイラーY・プイグ |
| 6              | 遊             | A・ラッセル      | 右             | J・レスターW・コントレラスA・リゾJ・バエズK・ブライ · アントA・ラッセルJ・ジェイA・アルモーラJr.J・ヘイワード | 6                        | 捕                       | A・バーンズ              | 右                       | R・ヒルA・バーンズC・ベリン · ジャーL・フォーサイスJ・ターナーC・カルバーソンE・ヘルナンデスC・テイラーY・プイグ |
| 7              | 右             | J・ヘイワード    | 左             | J・レスターW・コントレラスA・リゾJ・バエズK・ブライ · アントA・ラッセルJ・ジェイA・アルモーラJr.J・ヘイワード | 7                        | 右                       | Y・プイグ                | 右                       | R・ヒルA・バーンズC・ベリン · ジャーL・フォーサイスJ・ターナーC・カルバーソンE・ヘルナンデスC・テイラーY・プイグ |
| 8              | 二             | J・バエズ        | 右             | J・レスターW・コントレラスA・リゾJ・バエズK・ブライ · アントA・ラッセルJ・ジェイA・アルモーラJr.J・ヘイワード | 8                        | 遊                       | C・カルバーソン          | 右                       | R・ヒルA・バーンズC・ベリン · ジャーL・フォーサイスJ・ターナーC・カルバーソンE・ヘルナンデスC・テイラーY・プイグ |
| 9              | 投             | J・レスター      | 右             | J・レスターW・コントレラスA・リゾJ・バエズK・ブライ · アントA・ラッセルJ・ジェイA・アルモーラJr.J・ヘイワード | 9                        | 投                       | R・ヒル                  | 左                       | R・ヒルA・バーンズC・ベリン · ジャーL・フォーサイスJ・ターナーC・カルバーソンE・ヘルナンデスC・テイラーY・プイグ |
| 先発投手       | 先発投手       | 先発投手         | 投球           | J・レスターW・コントレラスA・リゾJ・バエズK・ブライ · アントA・ラッセルJ・ジェイA・アルモーラJr.J・ヘイワード | 先発投手                 | 先発投手                 | 先発投手                 | 投球                     | R・ヒルA・バーンズC・ベリン · ジャーL・フォーサイスJ・ターナーC・カルバーソンE・ヘルナンデスC・テイラーY・プイグ |
| J・レスター    | J・レスター    | J・レスター      | 左             | J・レスターW・コントレラスA・リゾJ・バエズK・ブライ · アントA・ラッセルJ・ジェイA・アルモーラJr.J・ヘイワード | R・ヒル                  | R・ヒル                  | R・ヒル                  | 左                       | R・ヒルA・バーンズC・ベリン · ジャーL・フォーサイスJ・ターナーC・カルバーソンE・ヘルナンデスC・テイラーY・プイグ |

### 第3戦 10月17日
- リグレー・フィールド（イリノイ州シカゴ）

|                          | 1 | 2 | 3 | 4 | 5 | 6 | 7 | 8 | 9 | R | H | E |
| ------------------------ | - | - | - | - | - | - | - | - | - | - | - | - |
| ロサンゼルス・ドジャース | 0 | 1 | 1 | 0 | 1 | 1 | 0 | 2 | 0 | 6 | 9 | 0 |
| シカゴ・カブス           | 1 | 0 | 0 | 0 | 0 | 0 | 0 | 0 | 0 | 1 | 8 | 2 |

1. 勝利：ダルビッシュ有（1勝）
2. 敗戦：カイル・ヘンドリックス（1敗）
3. 本塁打
LAD：アンドレ・イーシアー1号ソロ、クリス・テイラー2号ソロ
CHC：カイル・シュワーバー1号ソロ
4. 審判
［球審］マイク・ウィンタース
［塁審］一塁: ジム・ウルフ、二塁: ビル・ウェルキー、三塁: アルフォンソ・マルケス
［外審］左翼: エリック・クーパー、右翼: トッド・ティチェナー
5. 試合開始時刻: 中部夏時間（UTC-5）午後8時2分  試合時間: 3時間39分  観客: 4万1871人  気温: 67°F（19.4°C）
詳細: MLB.com Gameday / ESPN.com / Baseball-Reference.com / Fangraphs

| ロサンゼルス・ドジャース | ロサンゼルス・ドジャース | ロサンゼルス・ドジャース | ロサンゼルス・ドジャース | ロサンゼルス・ドジャース                                                                                          | シカゴ・カブス    | シカゴ・カブス    | シカゴ・カブス    | シカゴ・カブス | シカゴ・カブス |
| ------------------------ | ------------------------ | ------------------------ | ------------------------ | --- | ----------------- | ----------------- | ----------------- | -------------- | --- |
| 打順                     | 守備                     | 選手                     | 打席                     | ダルビッシュ有A・バーンズC・ベリン · ジャーC・アトリーJ・ターナーC・テイラーA・イーシアーJ・ピーダーソンY・プイグ | 打順              | 守備              | 選手              | 打席           | K・ヘンドリックスW・コントレラスA・リゾB・ゾブリストK・ブライ · アントA・ラッセルK・シュワーバーJ・ジェイJ・ヘイワード |
| 1                        | 遊                       | C・テイラー              | 右                       | ダルビッシュ有A・バーンズC・ベリン · ジャーC・アトリーJ・ターナーC・テイラーA・イーシアーJ・ピーダーソンY・プイグ | 1                 | 二                | B・ゾブリスト     | 両             | K・ヘンドリックスW・コントレラスA・リゾB・ゾブリストK・ブライ · アントA・ラッセルK・シュワーバーJ・ジェイJ・ヘイワード |
| 2                        | 一                       | C・ベリンジャー          | 左                       | ダルビッシュ有A・バーンズC・ベリン · ジャーC・アトリーJ・ターナーC・テイラーA・イーシアーJ・ピーダーソンY・プイグ | 2                 | 左                | K・シュワーバー   | 左             | K・ヘンドリックスW・コントレラスA・リゾB・ゾブリストK・ブライ · アントA・ラッセルK・シュワーバーJ・ジェイJ・ヘイワード |
| 3                        | 三                       | J・ターナー              | 右                       | ダルビッシュ有A・バーンズC・ベリン · ジャーC・アトリーJ・ターナーC・テイラーA・イーシアーJ・ピーダーソンY・プイグ | 3                 | 三                | K・ブライアント   | 右             | K・ヘンドリックスW・コントレラスA・リゾB・ゾブリストK・ブライ · アントA・ラッセルK・シュワーバーJ・ジェイJ・ヘイワード |
| 4                        | 右                       | Y・プイグ                | 右                       | ダルビッシュ有A・バーンズC・ベリン · ジャーC・アトリーJ・ターナーC・テイラーA・イーシアーJ・ピーダーソンY・プイグ | 4                 | 一                | A・リゾ           | 左             | K・ヘンドリックスW・コントレラスA・リゾB・ゾブリストK・ブライ · アントA・ラッセルK・シュワーバーJ・ジェイJ・ヘイワード |
| 5                        | 左                       | A・イーシアー            | 左                       | ダルビッシュ有A・バーンズC・ベリン · ジャーC・アトリーJ・ターナーC・テイラーA・イーシアーJ・ピーダーソンY・プイグ | 5                 | 捕                | W・コントレラス   | 右             | K・ヘンドリックスW・コントレラスA・リゾB・ゾブリストK・ブライ · アントA・ラッセルK・シュワーバーJ・ジェイJ・ヘイワード |
| 6                        | 二                       | C・アトリー              | 左                       | ダルビッシュ有A・バーンズC・ベリン · ジャーC・アトリーJ・ターナーC・テイラーA・イーシアーJ・ピーダーソンY・プイグ | 6                 | 中                | J・ジェイ         | 左             | K・ヘンドリックスW・コントレラスA・リゾB・ゾブリストK・ブライ · アントA・ラッセルK・シュワーバーJ・ジェイJ・ヘイワード |
| 7                        | 捕                       | A・バーンズ              | 右                       | ダルビッシュ有A・バーンズC・ベリン · ジャーC・アトリーJ・ターナーC・テイラーA・イーシアーJ・ピーダーソンY・プイグ | 7                 | 遊                | A・ラッセル       | 右             | K・ヘンドリックスW・コントレラスA・リゾB・ゾブリストK・ブライ · アントA・ラッセルK・シュワーバーJ・ジェイJ・ヘイワード |
| 8                        | 中                       | J・ピーダーソン          | 左                       | ダルビッシュ有A・バーンズC・ベリン · ジャーC・アトリーJ・ターナーC・テイラーA・イーシアーJ・ピーダーソンY・プイグ | 8                 | 右                | J・ヘイワード     | 左             | K・ヘンドリックスW・コントレラスA・リゾB・ゾブリストK・ブライ · アントA・ラッセルK・シュワーバーJ・ジェイJ・ヘイワード |
| 9                        | 投                       | ダルビッシュ有           | 右                       | ダルビッシュ有A・バーンズC・ベリン · ジャーC・アトリーJ・ターナーC・テイラーA・イーシアーJ・ピーダーソンY・プイグ | 9                 | 投                | K・ヘンドリックス | 右             | K・ヘンドリックスW・コントレラスA・リゾB・ゾブリストK・ブライ · アントA・ラッセルK・シュワーバーJ・ジェイJ・ヘイワード |
| 先発投手                 | 先発投手                 | 先発投手                 | 投球                     | ダルビッシュ有A・バーンズC・ベリン · ジャーC・アトリーJ・ターナーC・テイラーA・イーシアーJ・ピーダーソンY・プイグ | 先発投手          | 先発投手          | 先発投手          | 投球           | K・ヘンドリックスW・コントレラスA・リゾB・ゾブリストK・ブライ · アントA・ラッセルK・シュワーバーJ・ジェイJ・ヘイワード |
| ダルビッシュ有           | ダルビッシュ有           | ダルビッシュ有           | 右                       | ダルビッシュ有A・バーンズC・ベリン · ジャーC・アトリーJ・ターナーC・テイラーA・イーシアーJ・ピーダーソンY・プイグ | K・ヘンドリックス | K・ヘンドリックス | K・ヘンドリックス | 右             | K・ヘンドリックスW・コントレラスA・リゾB・ゾブリストK・ブライ · アントA・ラッセルK・シュワーバーJ・ジェイJ・ヘイワード |

### 第4戦 10月18日
- リグレー・フィールド（イリノイ州シカゴ）

|                          | 1 | 2 | 3 | 4 | 5 | 6 | 7 | 8 | 9 | R | H | E |
| ------------------------ | - | - | - | - | - | - | - | - | - | - | - | - |
| ロサンゼルス・ドジャース | 0 | 0 | 1 | 0 | 0 | 0 | 0 | 1 | 0 | 2 | 4 | 0 |
| シカゴ・カブス           | 0 | 2 | 0 | 0 | 1 | 0 | 0 | 0 | X | 3 | 5 | 0 |

1. 勝利：ジェイク・アリエータ（1勝）
2. セーブ：ウェイド・デービス（1S）
3. 敗戦：アレックス・ウッド（1敗）
4. 本塁打
LAD：コディ・ベリンジャー1号ソロ、ジャスティン・ターナー2号ソロ
CHC：ウィルソン・コントレラス1号ソロ、ハビアー・バエズ1号ソロ・2号ソロ
5. 審判
［球審］ジム・ウルフ
［塁審］一塁: ビル・ウェルキー、二塁: アルフォンソ・マルケス、三塁: エリック・クーパー
［外審］左翼: トッド・ティチェナー、右翼: マイク・ウィンタース
6. 試合開始時刻: 中部夏時間（UTC-5）午後8時1分  試合時間: 3時間15分  観客: 4万2195人  気温: 68°F（20°C）
詳細: MLB.com Gameday / ESPN.com / Baseball-Reference.com / Fangraphs

| ロサンゼルス・ドジャース | ロサンゼルス・ドジャース | ロサンゼルス・ドジャース | ロサンゼルス・ドジャース | ロサンゼルス・ドジャース                                                                                         | シカゴ・カブス | シカゴ・カブス | シカゴ・カブス   | シカゴ・カブス | シカゴ・カブス |
| ------------------------ | ------------------------ | ------------------------ | ------------------------ | --- | -------------- | -------------- | ---------------- | -------------- | --- |
| 打順                     | 守備                     | 選手                     | 打席                     | A・ウッドY・グランダルC・ベリン · ジャーC・アトリーJ・ターナーC・テイラーA・イーシアーC・グランダーソンY・プイグ | 打順           | 守備           | 選手             | 打席           | J・アリエータW・コントレラスA・リゾJ・バエズK・ブライ · アントA・ラッセルK・シュワーバーA・アルモーラJr.J・ジェイ |
| 1                        | 遊                       | C・テイラー              | 右                       | A・ウッドY・グランダルC・ベリン · ジャーC・アトリーJ・ターナーC・テイラーA・イーシアーC・グランダーソンY・プイグ | 1              | 中             | A・アルモーラJr. | 右             | J・アリエータW・コントレラスA・リゾJ・バエズK・ブライ · アントA・ラッセルK・シュワーバーA・アルモーラJr.J・ジェイ |
| 2                        | 一                       | C・ベリンジャー          | 左                       | A・ウッドY・グランダルC・ベリン · ジャーC・アトリーJ・ターナーC・テイラーA・イーシアーC・グランダーソンY・プイグ | 2              | 左             | K・シュワーバー  | 左             | J・アリエータW・コントレラスA・リゾJ・バエズK・ブライ · アントA・ラッセルK・シュワーバーA・アルモーラJr.J・ジェイ |
| 3                        | 三                       | J・ターナー              | 右                       | A・ウッドY・グランダルC・ベリン · ジャーC・アトリーJ・ターナーC・テイラーA・イーシアーC・グランダーソンY・プイグ | 3              | 三             | K・ブライアント  | 右             | J・アリエータW・コントレラスA・リゾJ・バエズK・ブライ · アントA・ラッセルK・シュワーバーA・アルモーラJr.J・ジェイ |
| 4                        | 右                       | Y・プイグ                | 右                       | A・ウッドY・グランダルC・ベリン · ジャーC・アトリーJ・ターナーC・テイラーA・イーシアーC・グランダーソンY・プイグ | 4              | 一             | A・リゾ          | 左             | J・アリエータW・コントレラスA・リゾJ・バエズK・ブライ · アントA・ラッセルK・シュワーバーA・アルモーラJr.J・ジェイ |
| 5                        | 左                       | A・イーシアー            | 左                       | A・ウッドY・グランダルC・ベリン · ジャーC・アトリーJ・ターナーC・テイラーA・イーシアーC・グランダーソンY・プイグ | 5              | 捕             | W・コントレラス  | 右             | J・アリエータW・コントレラスA・リゾJ・バエズK・ブライ · アントA・ラッセルK・シュワーバーA・アルモーラJr.J・ジェイ |
| 6                        | 中                       | C・グランダーソン        | 左                       | A・ウッドY・グランダルC・ベリン · ジャーC・アトリーJ・ターナーC・テイラーA・イーシアーC・グランダーソンY・プイグ | 6              | 遊             | A・ラッセル      | 右             | J・アリエータW・コントレラスA・リゾJ・バエズK・ブライ · アントA・ラッセルK・シュワーバーA・アルモーラJr.J・ジェイ |
| 7                        | 捕                       | Y・グランダル            | 両                       | A・ウッドY・グランダルC・ベリン · ジャーC・アトリーJ・ターナーC・テイラーA・イーシアーC・グランダーソンY・プイグ | 7              | 二             | J・バエズ        | 右             | J・アリエータW・コントレラスA・リゾJ・バエズK・ブライ · アントA・ラッセルK・シュワーバーA・アルモーラJr.J・ジェイ |
| 8                        | 二                       | C・アトリー              | 左                       | A・ウッドY・グランダルC・ベリン · ジャーC・アトリーJ・ターナーC・テイラーA・イーシアーC・グランダーソンY・プイグ | 8              | 右             | J・ジェイ        | 左             | J・アリエータW・コントレラスA・リゾJ・バエズK・ブライ · アントA・ラッセルK・シュワーバーA・アルモーラJr.J・ジェイ |
| 9                        | 投                       | A・ウッド                | 右                       | A・ウッドY・グランダルC・ベリン · ジャーC・アトリーJ・ターナーC・テイラーA・イーシアーC・グランダーソンY・プイグ | 9              | 投             | J・アリエータ    | 右             | J・アリエータW・コントレラスA・リゾJ・バエズK・ブライ · アントA・ラッセルK・シュワーバーA・アルモーラJr.J・ジェイ |
| 先発投手                 | 先発投手                 | 先発投手                 | 投球                     | A・ウッドY・グランダルC・ベリン · ジャーC・アトリーJ・ターナーC・テイラーA・イーシアーC・グランダーソンY・プイグ | 先発投手       | 先発投手       | 先発投手         | 投球           | J・アリエータW・コントレラスA・リゾJ・バエズK・ブライ · アントA・ラッセルK・シュワーバーA・アルモーラJr.J・ジェイ |
| A・ウッド                | A・ウッド                | A・ウッド                | 左                       | A・ウッドY・グランダルC・ベリン · ジャーC・アトリーJ・ターナーC・テイラーA・イーシアーC・グランダーソンY・プイグ | J・アリエータ  | J・アリエータ  | J・アリエータ    | 右             | J・アリエータW・コントレラスA・リゾJ・バエズK・ブライ · アントA・ラッセルK・シュワーバーA・アルモーラJr.J・ジェイ |

### 第5戦 10月19日
- リグレー・フィールド（イリノイ州シカゴ）

|                          | 1 | 2 | 3 | 4 | 5 | 6 | 7 | 8 | 9 | R  | H  | E |
| ------------------------ | - | - | - | - | - | - | - | - | - | -- | -- | - |
| ロサンゼルス・ドジャース | 1 | 1 | 5 | 2 | 0 | 0 | 0 | 0 | 2 | 11 | 16 | 0 |
| シカゴ・カブス           | 0 | 0 | 0 | 1 | 0 | 0 | 0 | 0 | 0 | 1  | 4  | 0 |

1. 勝利：クレイトン・カーショウ（1勝）
2. 敗戦：ホセ・キンタナ（1敗）
3. 本塁打
LAD：エンリケ・ヘルナンデス1号ソロ・2号満塁・3号2ラン
CHC：クリス・ブライアント1号ソロ
4. 審判
［球審］ビル・ウェルキー
［塁審］一塁: アルフォンソ・マルケス、二塁: エリック・クーパー、三塁: トッド・ティチェナー
［外審］左翼: マイク・ウィンタース、右翼: ジム・ウルフ
5. 試合開始時刻: 中部夏時間（UTC-5）午後7時9分  試合時間: 3時間6分  観客: 4万2735人  気温: 62°F（16.7°C）
詳細: MLB.com Gameday / ESPN.com / Baseball-Reference.com / Fangraphs

| ロサンゼルス・ドジャース | ロサンゼルス・ドジャース | ロサンゼルス・ドジャース | ロサンゼルス・ドジャース | ロサンゼルス・ドジャース                                                                                               | シカゴ・カブス | シカゴ・カブス | シカゴ・カブス   | シカゴ・カブス | シカゴ・カブス |
| ------------------------ | ------------------------ | ------------------------ | ------------------------ | --- | -------------- | -------------- | ---------------- | -------------- | --- |
| 打順                     | 守備                     | 選手                     | 打席                     | C・カーショウA・バーンズC・ベリン · ジャーL・フォーサイスJ・ターナーC・カルバーソンE・ヘルナンデスC・テイラーY・プイグ | 打順           | 守備           | 選手             | 打席           | J・キンタナW・コントレラスA・リゾJ・バエズK・ブライ · アントA・ラッセルK・シュワーバーA・アルモーラJr.B・ゾブリスト |
| 1                        | 中                       | C・テイラー              | 右                       | C・カーショウA・バーンズC・ベリン · ジャーL・フォーサイスJ・ターナーC・カルバーソンE・ヘルナンデスC・テイラーY・プイグ | 1              | 中             | A・アルモーラJr. | 右             | J・キンタナW・コントレラスA・リゾJ・バエズK・ブライ · アントA・ラッセルK・シュワーバーA・アルモーラJr.B・ゾブリスト |
| 2                        | 三                       | J・ターナー              | 右                       | C・カーショウA・バーンズC・ベリン · ジャーL・フォーサイスJ・ターナーC・カルバーソンE・ヘルナンデスC・テイラーY・プイグ | 2              | 左             | K・シュワーバー  | 左             | J・キンタナW・コントレラスA・リゾJ・バエズK・ブライ · アントA・ラッセルK・シュワーバーA・アルモーラJr.B・ゾブリスト |
| 3                        | 一                       | C・ベリンジャー          | 左                       | C・カーショウA・バーンズC・ベリン · ジャーL・フォーサイスJ・ターナーC・カルバーソンE・ヘルナンデスC・テイラーY・プイグ | 3              | 三             | K・ブライアント  | 右             | J・キンタナW・コントレラスA・リゾJ・バエズK・ブライ · アントA・ラッセルK・シュワーバーA・アルモーラJr.B・ゾブリスト |
| 4                        | 右                       | Y・プイグ                | 右                       | C・カーショウA・バーンズC・ベリン · ジャーL・フォーサイスJ・ターナーC・カルバーソンE・ヘルナンデスC・テイラーY・プイグ | 4              | 一             | A・リゾ          | 左             | J・キンタナW・コントレラスA・リゾJ・バエズK・ブライ · アントA・ラッセルK・シュワーバーA・アルモーラJr.B・ゾブリスト |
| 5                        | 二                       | L・フォーサイス          | 右                       | C・カーショウA・バーンズC・ベリン · ジャーL・フォーサイスJ・ターナーC・カルバーソンE・ヘルナンデスC・テイラーY・プイグ | 5              | 捕             | W・コントレラス  | 右             | J・キンタナW・コントレラスA・リゾJ・バエズK・ブライ · アントA・ラッセルK・シュワーバーA・アルモーラJr.B・ゾブリスト |
| 6                        | 左                       | E・ヘルナンデス          | 右                       | C・カーショウA・バーンズC・ベリン · ジャーL・フォーサイスJ・ターナーC・カルバーソンE・ヘルナンデスC・テイラーY・プイグ | 6              | 遊             | A・ラッセル      | 右             | J・キンタナW・コントレラスA・リゾJ・バエズK・ブライ · アントA・ラッセルK・シュワーバーA・アルモーラJr.B・ゾブリスト |
| 7                        | 捕                       | A・バーンズ              | 右                       | C・カーショウA・バーンズC・ベリン · ジャーL・フォーサイスJ・ターナーC・カルバーソンE・ヘルナンデスC・テイラーY・プイグ | 7              | 二             | J・バエズ        | 右             | J・キンタナW・コントレラスA・リゾJ・バエズK・ブライ · アントA・ラッセルK・シュワーバーA・アルモーラJr.B・ゾブリスト |
| 8                        | 遊                       | C・カルバーソン          | 右                       | C・カーショウA・バーンズC・ベリン · ジャーL・フォーサイスJ・ターナーC・カルバーソンE・ヘルナンデスC・テイラーY・プイグ | 8              | 右             | B・ゾブリスト    | 両             | J・キンタナW・コントレラスA・リゾJ・バエズK・ブライ · アントA・ラッセルK・シュワーバーA・アルモーラJr.B・ゾブリスト |
| 9                        | 投                       | C・カーショウ            | 左                       | C・カーショウA・バーンズC・ベリン · ジャーL・フォーサイスJ・ターナーC・カルバーソンE・ヘルナンデスC・テイラーY・プイグ | 9              | 投             | J・キンタナ      | 右             | J・キンタナW・コントレラスA・リゾJ・バエズK・ブライ · アントA・ラッセルK・シュワーバーA・アルモーラJr.B・ゾブリスト |
| 先発投手                 | 先発投手                 | 先発投手                 | 投球                     | C・カーショウA・バーンズC・ベリン · ジャーL・フォーサイスJ・ターナーC・カルバーソンE・ヘルナンデスC・テイラーY・プイグ | 先発投手       | 先発投手       | 先発投手         | 投球           | J・キンタナW・コントレラスA・リゾJ・バエズK・ブライ · アントA・ラッセルK・シュワーバーA・アルモーラJr.B・ゾブリスト |
| C・カーショウ            | C・カーショウ            | C・カーショウ            | 左                       | C・カーショウA・バーンズC・ベリン · ジャーL・フォーサイスJ・ターナーC・カルバーソンE・ヘルナンデスC・テイラーY・プイグ | J・キンタナ    | J・キンタナ    | J・キンタナ      | 左             | J・キンタナW・コントレラスA・リゾJ・バエズK・ブライ · アントA・ラッセルK・シュワーバーA・アルモーラJr.B・ゾブリスト |